# Marca sorabă

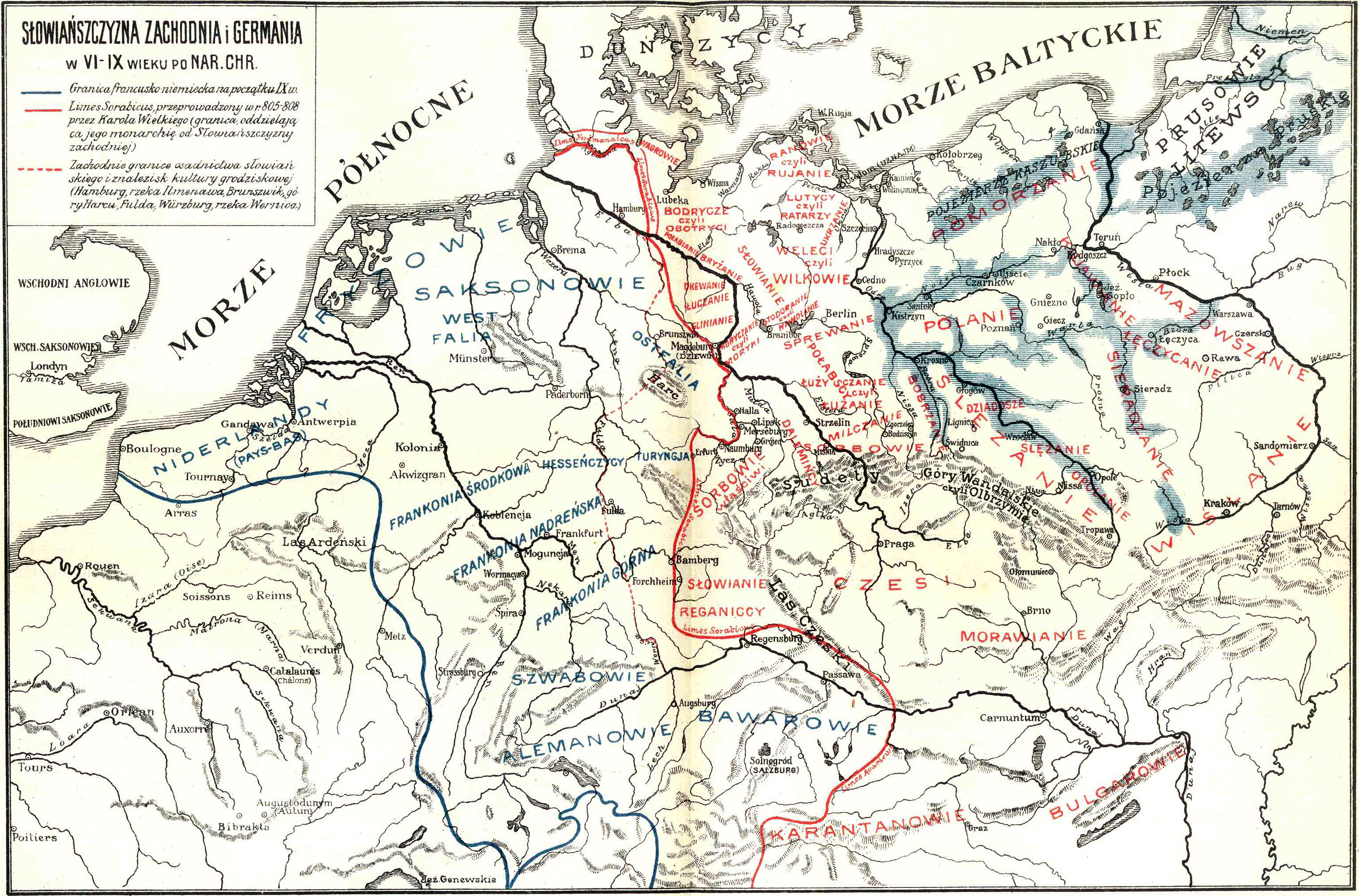
limes Sorabicus, reprezentat printr-o linie roșie

Marca sorabă (în limba latină: limes Sorabicus; în limba germană: Sorbenmark) a fost o marcă (teritoriu) la frontiera estică a Franciei răsăritene care a existat între secolele al IX-lea și al XI-lea. Ea includea câteva ținuturi mărginite de triburile slave ale sorbilor. Marca sorabă pare să fi inclus și partea estică a Turingiei.

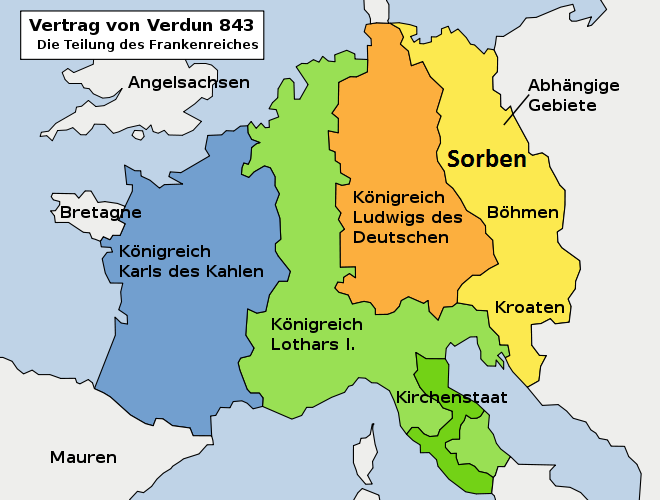
Împărțirea Imperiului Franc prin Tratatul de la Verdun din 843

Această marcă a fost consemnată uneori sub numele de Marca Turingiană. Termenul de „Marca sorabă” apare în doar patru rânduri în Annales Fuldenses și sunt menționați doar trei conducători: ducii Poppo, Thachulf și Radulf al II-lea de Turingia. Comandanții Mărcii sorabe purtau titlul de dux Sorabici (limitis) în Annales, dar și de conți (comites), margrafi (marchiones) și duci de Turingia (duces Thuringorum). Marca a fost probabil guvernată inițial de membrii familiei franconiene Babenberg (numiți și Popponi, care nu trebuie confundată cu Casa de Babenberg). 
Granița dintre Turingia și sorbi era stabilită de râul Saale, potrivit cronicarului Eginhard, care în anii '30 ai secolului al IX-lea nota: Salam fluvium, qui Thuringos et Sorabos dividit („râul Saale, care separă pe turingieni de sorbi”). Erfurt era principalul centru economic al Turingiei răsăritene la acea vreme. Marca sorabă cuprindea probabil și ținuturile de la răsărit de Saale, ajungând până la Elster și Pleisse, care erau controlate prin mai multe cetăți construite în regiune.
Marca sorabă era în mod frecvent destabilizată în secolul al IX-lea de revoltele slavilor, care erau tributarii germanilor. În orice caz, în secolul al X-lea marca reprezenta o parte din vasta marcă a lui Gero între 937 și 965. Pe parcursul acestei perioade sorbii au fost reduși la condiția de servitudine, iar marca a fost în cea mai mare parte pacificată. După 965 ea a constituit o parte din Marca de Meissen.  